# Arthrocnodax lycii
Arthrocnodax lycii är en tvåvingeart som beskrevs av Fedotova 1997. Arthrocnodax lycii ingår i släktet Arthrocnodax och familjen gallmyggor.
Artens utbredningsområde är Kazakstan. Inga underarter finns listade i Catalogue of Life.